# حسین خطیبی (ادب‌پژوه)
حسین خطیبی نوری (۳۱ تیر ۱۲۹۵ در تهران – ۳۱ شهریور ۱۳۸۰ در تهران) ادیب، شخصیت سیاسی و نویسندهٔ معاصر ایرانی بود.

## زندگی‌نامه
پدرش، حاج شیخ محمدعلی نوری، سال‌ها نایب‌التّولیه و مدرس مدرسهٔ مروی تهران بود و امور مدرسه و طلاب و موقوفات را اداره می‌کرد. تحصیلات ابتدایی را در مدرسهٔ ثریا، و تحصیلات دورهٔ اول متوسطه را در مدرسهٔ اقدسیه انجام داد. سپس در مدرسهٔ دارالفنون در رشتهٔ ادبی مشغول تحصیل شد و دیپلم خود را از آن مدرسه گرفت.
در سال ۱۳۱۳ وارد دانشکدهٔ ادبیات دانشگاه تهران شد و در رشتهٔ زبان و ادبیات فارسی و فلسفه دانشنامهٔ لیسانس گرفت. در سال ۱۳۱۶، که دورهٔ دکتری زبان و ادبیات فارسی در دانشگاه تهران تأسیس شد، وی همراه با محمد معین، ذبیح‌الله صفا و پرویز ناتل خانلری دانشجویان اولین دورهٔ دکتری زبان و ادبیات فارسی بودند. دروس دورهٔ دکتری را در سال ۱۳۱۸ به پایان برد و به تألیف و تنظیم رسالهٔ دکتری خود پرداخت که موضوع آن تاریخ تطور نثر فارسی بود. پس از ملک‌الشعراء بهار، اولین تحقیق دربارهٔ سبک‌شناسی در نظم و نثر فاسی به‌وسیلهٔ حسین خطیبی انجام گرفت.
با تأیید ابراهیم پورداوود، علی‌اصغر حکمت، احمد بهمنیار و بدیع‌الزمان فروزانفر، با قید «بسیار خوب» پذیرفته شد و سِمَت وی از دبیری دانشگاه به دانشیاری تبدیل یافت و مستقلاً تدریس سبک‌شناسی را در دانشکدهٔ ادبیات عهده‌دار شد.
در سال ۱۳۳۰، پس از درگذشت ملک‌الشعراء بهار، کرسی استادی وی به دکتر حسین خطیبی نوری واگذار شد و از آن تاریخ تا دوران کناره‌گیری، به تدریس تاریخ تطور نظم و نثر و دستور زبان فارسی در دوره‌های لیسانس و دکتری اشتغال داشت. دکتر خطیبی، در کنار شغل دانشگاهی، مشاغل دیگری را نیز عهده‌دار شد. چندی ریاست کتابخانهٔ دانشکدهٔ حقوق دانشگاه تهران با او بود، و بعد مدیریت «روزنامهٔ رسمی کشور» را عهده‌دار شد. در دورهٔ حکومت دکتر محمد مصدق، مدیرکل دفتر نخست‌وزیری بود و تا زمان سقوط مصدق با او همکاری نزدیک داشت.
در سال ۱۳۴۲ در دورهٔ بیست‌ویکم مجلس شورای ملی، از لار او را به مجلس فرستادند و در همان دوره به نیابت ریاست رسید. در دوره‌های بیست‌ودوم، بیست‌وسوم و بیست‌وچهارم مجلس شورای ملی، همچنان وکیل و نایب‌رئیس اول مجلس بود. دکتر حسین خطیبی نوری در سال ۱۳۲۸ مدیرعامل جمعیت شیر و خورشید سرخ ایران شد. وی توانست جمعیت شیر و خورشید سرخ را به‌سرعت توسعه دهد، به‌طوری‌که ده‌ها بیمارستان، درمانگاه، پرورشگاه، و مؤسسات خیریه و امدادی دیگر در سطح کشور تأسیس و دایر شد.
دکتر حسین خطیبی نوری در ۳۱ شهریور ۱۳۸۰ در ۸۵ سالگی در تهران درگذشت.